# Вик Таблијан
Вик Таблијан (енгл. Vic Tablian; Јерусалим, 10. октобар 1937) је британски глумац, јерменског порекла. Најпознатији је по филму Отимачи изгубљеног ковчега где је играо две улоге, прву перуанског водича који прати Индијану Џоунса и затим покушава да га убије али безуспешно, и на крају сам бива убијен од племена Ховитоса, и другу где је он човек с мајмуном који сарађује с нацистима.

## Изабрана филмографија
| Улоге Вик Таблијан |                                                     |                         |                             |          |
| Година             | Српски назив                                        | Изворни назив           | Улога                       | Напомена |
| 2016.              | Обећање                                             |                         |                             |          |
| 2007.              | Полицајци                                           |                         |                             |          |
| 2007.              | Авантуре младог Индијане Џоунса: Моја прва авантура |                         |                             |          |
| 2002.              | Не веруј ништа                                      |                         |                             |          |
| 1996.              | Снагатор                                            |                         |                             |          |
| 1992.              | Хронике младог Индијане Џоунса                      |                         |                             |          |
| 1990.              | Морнарски туљани                                    |                         |                             |          |
| 1988.              |                                                     |                         |                             |          |
| 1982.              | Да министре                                         |                         |                             |          |
| 1981.              | Отимачи изгубљеног ковчега                          | Raiders of the Lost Ark | Баранка \ Човек са мајмуном |          |
| 1981.              | Сфинге                                              |                         |                             |          |
| 1978.              | Поноћни експрес                                     |                         |                             |          |
| 1975.              | Доктор Ху                                           |                         |                             |          |